# Heterocheirodon
Genre
Heterocheirodon est un genre de poissons d'eau douce téléostéens de la famille des Characidae (ordre des Characiformes).

## Répartition
Les espèces du genre Heterocheirodon se rencontrent en Amérique du Sud.

## Liste des espèces
Selon World Register of Marine Species (6 décembre 2023) :
- Heterocheirodon jacuiensis Malabarba & Bertaco, 1999
- Heterocheirodon yatai (Casciotta, Miquelarena & Protogino, 1992)

## Classification
Le nom valide complet (avec auteur) de ce taxon est Heterocheirodon Malabarba (d), 1998.

## Étymologie
Le nom générique, Heterocheirodon, composé du grec ancien ἕτερος, héteros, « autre », et du genre Cheirodon, fait référence à l'absence de dimorphisme sexuel au niveau de la nageoire caudale contrairement aux autres genres de la sous-famille des Cheirodontinae et notamment du genre Cheirodon.